# Harold Alexander
Harold Rupert Leofric George Alexander, 1.º Conde Alexander de Tunis KG GCB OM GCMG CSI DSO MC CD PC PCc (Londres, 10 de dezembro de 1891 — Slough, 16 de junho de 1969) foi um comandante militar e marechal de campo britânico de descendência anglo-irlandesa que serviu com distinção em ambas as guerras mundiais e, depois, foi Governador Geral do Canadá, o 17º desde a Confederação do Canadá.
Participou na Campanha da Sicília e na Campanha da Itália.

## Carreira militar
Seguindo a tradição da família, teve uma educação militar. Estudou em Harrow e no Colégio Militar de Sandhurst. Aos 21 anos foi destacado para a cavalaria, como subtenente em um Regimento de Guardas Irlandeses. Aos 23 anos desembarcou na França como o Corpo de Expedicionário Britânico e recebeu o batismo de fogo na Batalha de Ypres, em 1914. Com 26 apenas anos foi chamado a comandar um batalhão. Daí em diante prosseguiu em brilhante carreira até ser o mais jovem general da Inglaterra: General de Brigada aos 43 anos e General de Divisão aos 47.
Em 1939, cruzou o Canal da Mancha a frente da 1ª Divisão de Guardas Irlandeses, que fazia parte do Corpo Expedicionário Britânico. Experimentou o alcance e as consequências da nova guerra; a Blitzkrieg, levada a efeito pelos generais de Hitler, largas manobras enganadoras e audazes penetrações frontais. Travou duros combates em Flandres, sentindo o poder do binômio tanque-avião imposto pelos alemães, sendo posteriormente retirado do solo Francês pela famosa Retirada de Dunquerque.